# Bitwa pod Lexington i Concord
Bitwa pod Lexington i Concord – pierwsza bitwa (a w zasadzie potyczka) wojny o niepodległość Stanów Zjednoczonych. Rozegrała się 19 kwietnia 1775 roku.
Około 700 brytyjskich żołnierzy wojsk regularnych (z elitarnych jednostek lekkiej piechoty i grenadierów) pod dowództwem pułkownika Francisa Smitha otrzymało rozkaz zajęcia wojskowych zapasów przechowywanych przez Milicję Stanu Massachusetts w Concord. Na długo przed tą ekspedycją Amerykańscy Patrioci (grupa opozycjonistów działająca w koloniach) rozpoczęli ich gromadzenie i umieszczali w takich punktach dla ich zabezpieczenia. Dzięki sprawnemu wywiadowi (i braku szacunku dla zachowania tajemnicy wojskowej) rebelianci otrzymali informacje o brytyjskich planach późnym wieczorem i szybko przekazali je (Paul Revere) milicji.
Pierwsze strzały zostały oddane w okolicach Lexington podczas marszu brytyjskiego oddziału. Starcie zakończyło się zwycięstwem nad milicją. Na ogień 75 milicjantów pod dowództwem kapitana Johna Parkera odpowiedziało ogniem 250 ludzi z trzech kompanii majora Johna Pitcairna. Dało tu o sobie znać lepsze wyszkolenie Brytyjczyków – przy stratach milicji 8 zabitych i 10 rannych, Brytyjczycy stracili tylko 1 rannego. Sprawy ułożyły się lepiej dla milicji w okolicach tzw. Mostu Północnego w Concord, gdzie trzy plutony lekkiej piechoty wojsk królewskich (115 ludzi) załamały się w ogniu z zasadzki, ostrzelane na otwartym terenie przez „Minutemen” (5 pełnych kompanii + 5 kompanii innej milicji, razem około 500 ludzi).
Po przybyciu większej ilości „Minutemen” (po połączeniu siły milicji wzrosły do łącznie blisko 4000 ludzi) rebelianci przeszkadzali w regularnym odwrocie Brytyjczyków spod Concord i zadawali im ciężkie straty. Strzelali zza drzew, płotów, i z gospodarstw przy drodze. Lekka piechota uderzała wprawdzie na flankach i rozpraszała te siły, ale straty rosły. W trakcie drogi powrotnej do Lexington odwrót coraz bardziej przypominał ucieczkę, a wozy, które miały przywieźć łupy, były wyładowane rannymi. 
Ekspedycję Smitha uratowało przybycie do Lexington posiłków pod dowództwem generała Hugh Percy’ego z 1000 ludzi, amunicją i artylerią. Połączone, liczące teraz około 1400 ludzi siły, ustępowały jednak drogą na Boston pod ciężkim ostrzałem. Ostatecznie Brytyjczycy dotarli do bezpiecznego Charlestown.
Ekspedycja do Concord doznała niepowodzenia, gdyż nie potrafiono zachować tajemnicy i szybkości wymaganej do przeprowadzenia udanego uderzenia na wrogim terytorium. Nie zniszczono żadnych znaczących ilości broni. Jednakże większość Brytyjczyków wróciła do Bostonu bez szwanku. Zajęcie okolicznych obszarów Bostonu przez Milicję Stanu Massachusetts oznaczało rozpoczęcie oblężenia Bostonu.

## Literatura dodatkowa
- Arthur Bernon Tourtellot: Lexington and Concord: The Beginning of the War of the American Revolution. W.W. Norton, 1963. ISBN 0-393-00194-6. Brak numerów stron w książce